# Henrik Moltke (journalist)
 Der er flere personer med dette navn, se Henrik Moltke.
Henrik Moltke (født 9. april 1976) er en dansk journalist.

## Journalistik
Moltke er  M.A. i journalistik fra Goldsmiths College og har studeret litteraturvidenskab ved Københavns Universitet. Moltke har arbejdet for en række danske og internationale medier som New York Times, Pro Publica og The Intercept. For Dagbladet Information har han sammen med Sebastian Gjerding, Anton Geist og den amerikanske journalist Laura Poitras afsløret NSA-spionage mod FN's klimakonference 2009 i København, det globale overvågningsprogram RAMPART-A samt britiske GCHQ's systematiske spionage af klimakonferencer. Alle afsløringer var baseret på dokumenter fra whistlebloweren Edward Snowden. Han har leveret freelance-indslag til Orientering på Danmarks Radios P1 og teknologiprogrammet Harddisken, hvor han har været vært. Han har bidraget til en række danske og udenlandske magasiner, internetpublikationer og radioprogrammer og har arbejdet som presseofficer for FN.  
Som dokumentarist står Moltke bag filmen Good Copy, Bad Copy  (sammen med Andreas Johnsen og Ralf Christensen), undervisningsfilmen Dataspor (2008) og P1-radiodokumentarerne Håbets Pris og Mareridt på College Street. I januar 2015 blev Moltkes radiodokumentar "Hvor Internettet Bor" sendt på DR P1 
Moltke er krediteret under "special thanks" i Snowden-dokumentaren Citizenfour af Laura Poitras og har filmet dele af Risk (2017), ligeledes sammen med hende.  Citizenfour  vandt en Oscar for bedste dokumentarfilm i 2015. Moltke var i august 2015 på forsiden af New York Times som medforfatter til afsløringen af samarbejdet mellem det amerikanske teleselskab AT&T og NSA. I 2016 udgav han en artikel og film om AT&T's Long Lines Building i Manhattan, som afslørede, at bygningen var lyttestation for NSA under kodenavnet TITANPOINTE. Filmen Project X (instrueret af Moltke og Poitras) blev nomineret til priser på Sundance Festivalen og AFI Fest. Skuespillerne Rami Malek og Michelle Williams lagde stemmer til.  

## Fri kultur, frit internet
Moltke stiftede og var i en årrække dansk projektleder for Creative Commons, hvis mål er at gøre flere kreative værker lovligt tilgængelige til deling. Han arbejdede 2010-2011 som projekteder i Mozilla Foundation og har samarbejdet med Superflex om værker, der satte ophavsretsspørgsmålet på spidsen.  

## Æresbevisninger
I 2014 modtog Moltke FUJ-prisen for en artikelserie skrevet i samarbejde med Anton Geist, Sebastian Gjerding og Laura Poitras for Dagbladet Information.  Juryen begrundede valget således: »Med et banebrydende, internationalt samarbejde under ekstremt vanskelige sikkerhedsvilkår og på baggrund af et særdeles kompliceret og utilgængeligt researchmateriale har de fire journalister formået to ting: dels at fortælle et dansk publikum om betydningen i Danmark af det efterretningssamarbejde, som Edward Snowden afslørede, dels at bringe afsløringer for et internationalt publikum om Danmarks rolle i det grænseoverskridende efterretningssamarbejde.« 
Moltke, Gjerding, Poitras og Geist var nomineret til Cavling-prisen 2014. 
Henrik Moltke modtog i 2011 New Media Days ærespris “fordi han er en engageret formidler, der går kritisk og vedholdende til mediebranchen. Hans journalistik har ofte fokuseret på teknologi og udvikling" og "sat gang i en kvalificeret debat om forandringen af copyright-lovgivningen" (citat fra festtalen).
Radiodokumentaren Håbets Pris tilrettelagt sammen med Mette Rose modtog i 2005 Juryens Pris ved Prix Italia.  Han har desuden vundet priser for multimediaprojekter for DR. Moltke & Poitras' kortfilm Project X blev i 2016 nomineret til priser ved Sundance og AFI festivalerne. 